# Biermannia arunachalensis
Biermannia arunachalensis är en orkidéart som beskrevs av A.Nageswara Rao. Biermannia arunachalensis ingår i släktet Biermannia och familjen orkidéer.
Artens utbredningsområde är Arunachal Pradesh. Inga underarter finns listade i Catalogue of Life.